# 血族 (漫画)
《血族》是中國漫畫家愛歐的科幻懸疑作品系列。描述在作者虛構的一個存在各類超自然生物的世界中，女主角吸血鬼莉蘿·艾與其夥伴及敵人的經歷。其起源首先来自四格漫画<血族：番茄家園篇>，真正意义上血族长篇故事的为前传<空想白晝篇>，于2008年4月-2008年12月連載於《漫友·少年S》（漫畫9話），已完結，其续作也是前传的<迷失樂園篇>于2009年1月-2009年10月連載於《漫友·少年S》（漫畫10話）已完結。血族的正传<聖魔虛像篇>起初在2010年1月起連載於刚创刊的《科幻畫報·漫畫SHOW》，并由之前的黑白漫画转型为彩色。后因杂志停刊转移到《漫画世界》连载，目前尚未完結。由于版权纠纷，目前《血族》正传处于无限期停止更新的状态。据作者爱欧的微博，作者正在努力争取恢复漫画的更新。另有《短篇外轉》（共2話）分別收錄于<空想白晝篇>的2本單行本中。相关手游，由盛大游戏公司运营，已于2014年7月23日公测。

## 故事簡介

### 番茄家園篇
本篇與正傳並無關聯，實際上是在空想白晝篇前連載的四個搞笑漫畫。與正傳並無太大關聯

### 空想白晝篇
為了滿足莉蘿“行走在陽光下”的心願，血族最後的元老拉斯特以自己的沉眠為代價，發動了禁忌的魔法“空想白晝”。此後中國黑龍江的一所校園內出現了襲擊學生的吸血鬼，為了追尋真相，學生崇音與緋瑚展開了調查行動。然而隨著他們逐漸將目標鎖定在新學生莉蘿身上時，卻發現兇手可能另有其人。
　　隨著故事的發展發現莉蘿是混入學校的吸血鬼，緋瑚的真正身份，則是聖地的屠夫修女冷砂，立場相對的兩人，終究無法和平共處。為了救女兒，拉斯特一眾出現在學校之中，所謂的禁忌魔法，說破真相也不過如是。拉斯特打勝冷砂後，以精神導師為首的聖地軍隊與原本的中立勢力黑塔巫師聯手行動向血族宣戰，一場人類與超自然生物之間的大戰就此正式展開。

### 迷失樂園篇
在極地血族殲滅戰的最後時刻，最後的血族元老拉斯特使用記憶中的最後一個魔法將他的女兒莉羅與半吸血鬼崇音傳送到了香港。在這裡，莉羅與崇音一同戰勝了追殺過來的聖地追兵鷹眼，並在地下街邂逅了人狼族戰士水之式、另一位血族元老之子觀葉、以及避世於茉日地下街中的其他異族。雖然莉羅被灰矮人族長老閃耀爐心和水之式拒絕了幫助她對抗聖地的請求，但是在這之後她又遇到了同時擅長魔法與劍術的精靈詠劍者灰星。
　　另外一方面，聖地第四聖徒戰修混編旅第九班被莉羅與鷹眼的對戰吸引到地下街中，並因衝突與地下街的異族開戰。莉羅帶領地下街提夫林族戰士等人與聖地苦戰之時，崇音想到了借由水之士身上的魔法陣讓聖地聖徒產生獲勝的幻覺，僥倖避免了正面的衝突。之後，同屬第四聖徒戰修混編旅第九班的鞭撻領域聖徒破碎南瓜因經歷的這一切對自己的信仰產生質疑，放棄了接任鞭撻領域聖武士而離開了聖地。

### 聖魔虛像篇（正传）
故事發生在迷失樂園篇的三年之後，莉蘿·艾覺醒了自己的異能並孤獨的在城市中獵取食物，而高中生夜刃因為身為幽靈的姐姐捲入了聖地與血族的戰爭中。為了救出姐姐夜萊，夜刃自願成為了莉蘿·艾的血仆，並無意間與校霸灰者成為了密友。之後夜萊與夜刃又受到混编旅第九班鷹眼等人的攻擊，瀕死之際的夜刃因為感動了莉蘿·艾而被初擁，成為了新生血族。自此，他便與莉蘿·艾一同加入到了與聖地的抗衡中。

## 角色簡介

### “最後血族”同盟

#### 莉羅·艾
莉羅·艾（Lilo·I），漫畫的主角。血族，生於1521年7月16日，出生於英國斯特拉福德，母語為英語，還擅長深淵語、煉獄語，職階為血族騎士，異能為血腥夜願。血族十二長老拉斯特之女，最後血族同盟中唯一的戰士。原本與拉斯特生活在血族庇護所中，自空想白晝篇才開始捲入血族與聖地之間的戰爭，因此並不擅長戰鬥，不過在迷失樂園篇與聖魔虛像篇的3年間隔中覺醒了異能，並且初擁夜壬為子嗣。在迷失樂園篇中結識了崇音、水之式、灰星、閃耀爐心等同伴，但在3年之後不知為何只得孤單一人行動。於毀滅隆音的秘法塔中的秘密房間獲得傳說武器“龍息之斷”。於紅門之戰中以女祭司和龍息之斷使聖地陷入苦戰。

#### 異能“血腥夜願”
莉蘿·艾於尋找父親的3年之間因修煉而覺醒的異能（詳見“迷失樂園篇”），共有19種夜願，會因莉蘿·艾的強烈祈願而覺醒與其相應的夜願，未覺醒的夜願會以問號（？）表示。至紅門之戰時已覺醒了5種夜願。

##### “戰車”
莉蘿·艾平時慣用的純攻擊型夜願，依莉蘿·艾當時的魔力多寡，會召喚出與其相對應數量與大小的紅色巨劍。在與綾參一戰中被綾參的念刃“儲物手套”破解。自此之後“戰車”處於半封鎖狀態，之後只要綾參在用念刃“放物手套”放出“戰車”的期間，莉蘿·艾就不能用“戰車”。相反，只要綾參沒有用，莉蘿·艾就能用。

##### “世界”
莉蘿·艾目前覺醒的夜願中最巨大的夜願，其真身是一艘超巨型的紅色戰艦，依莉蘿·艾的意志可以發射無數的紅色鎖鏈，其規模之大甚至可以一擊破壞掉聖地的巨型飛艦，而且還可以完全遮蔽日光。但缺點是莉蘿·艾本人無法自由行動。曾使以全力應戰的破碎南瓜和鷹眼慘敗，但之後被戰爭姬的念刃“一指湮滅”一擊破壞。之後莉蘿·艾就無法再召喚出“世界”，即使經過了一年的修煉，還是無法復活“世界”。

##### “隱者”
移動型夜願，會召喚出一扇紅色巨門，可無視多重世界和多重次元來回移動，但是無法變更傳送坐標是一個致命性的缺點，在最新的剧情中“隐者”成功改变传送地点到毁灭隆音身边救了他一命。

##### “魔術師”
分為“王者之環”和“荊棘之環”。戴著“王者之環”的物體會擁有數倍的力量，戴著“荊棘之環”的物體會失去99%的重量。莉蘿·艾藉此以操控太過笨重的龍息之斷，但魔术师对靈儿的怪力几乎无效。

##### “女祭司”
極為特殊的夜願。特性如下：
1,必須是自殺才能發動。
2,莉蘿·艾本人會變的很高。
3,以夜願操控莉蘿·艾的身體進行全自動戰鬥。
4,可事先設定一個最優先動作，在“女祭司”發動後先執行此動作，執行完後進行全自動戰鬥。
5,沒設定最優先動作的話，會直接進行全自動戰鬥。
6,無限發動血之刻，擁有極其強大的恢復能力。
7,當發動者本人已經無法自保的時候就會退出本夜願。

#### 拉斯特
拉斯特（Last），真實姓氏未知。血族，生於999年6月5日，出生於拜占庭君士坦丁堡，母語為希臘語，還擅長拉丁語、英語、精靈語、卓爾語、深渊语、龍語，職階為戰法師，異能為愚者的圖書館。血族最後的元老，自千禧年聖戰之後唯一存活的血族元老，經歷北極圈決戰之時戰鬥失誤導致血族最後一家身處絕境，使用最大的能力將女兒莉羅和半吸血鬼崇音傳送至香港之後留下和其他的血族一家與聖地正面衝突，之後與血族一家神秘的出現在月球背面監視莉羅在地球的行動並畫下巨大的未知魔法陣。

#### 雷克斯·弗朗西斯科
雷克斯·弗朗西斯科（Rax·Francesco）。血族，生於1981年9月13日，出生於德國，母語為德語，還擅長英語，職階為藝術家，異能為惡作劇之筆。最後血族一家中的最小血族，運用惡作劇之筆幫助拉斯特在空想白晝魔法中繪畫出太陽、天空和流雲，製造白空的假象。可以運用異能“惡作劇之筆”製造各種假象。與拉斯特之間的關係未知。

#### 西利歐
最后血族一家的血仆。

#### 崇音
半吸血鬼，有着成为巫师的潜力，第三期中莉萝·艾称：“圣地在我的眼前杀死了他”。

#### 暗影巡林
血族十二元老之一，死亡。

#### 灰星
精灵咏剑者，灰(辉)者崇拜的对象，与辉者关系不明，行踪不明。

#### 夜壬（刃）
夜壬（刃），正传中的男主角，莉萝·艾的子嗣。在与莉萝·艾进入毁灭隆音的法塔之后，偷学会了魔法。（夜壬（刃）目前并不知晓自己已被毀滅隆音进行人体实验时改造为了超忆症患者）

#### 夜萊
夜刃的姐姐，死后因想念弟弟以幽灵的形式在夜刃身边，很關心自己的弟弟。在灰者执行圣地任务时被刺杀。

### 聖地
人类最大宗教组织，由十三圣武士、千人圣徒、万人信众组成，拥有十三大领域与无数小领域，与血族对立，消除世界上的各种超自然现象，在千禧年的圣战中溃异族联军。

#### 战争姬
战争领域圣武士，拥有“地上最强”、“神力公主”、“人形战役”、“千年传承”、“一指杀”、“万人斩”等众多称号。念刃【湮灭一指】【神体守恒】（以湮灭一指永久打坏世界）

#### MISS仇恨
仇恨领域圣武士，经常跟随精神导师。念刃【神之法庭】

#### 精神导师
精神领域圣武士，圣地最高领袖。念刃【明视】

#### 綾叁
破碎南瓜与鹰眼的教官，平時喜歡戴墨鏡，常會口出髒字，念刃【储物手套】【放物手套】

#### 破碎南瓜
堕落圣武士，原名比約克，现代骑士，念刃【即死连线】（已剥夺）

#### 鷹眼
鷹眼，圣徒，念刃【壁】（昏迷中）

#### 灰（辉）者
夜刃的同学，现为圣地圣徒，破碎南瓜之徒，与灰星关系不明

#### 黑塔
“巫師三塔”之一，即极黑之塔。是原來三塔中唯一留下來的一塔。

#### 紅塔
“巫師三塔”之一，即真紅之塔。信奉和平，保持中立。在於聖地的對抗中落敗而滅亡。

#### 白塔
“巫師三塔”之一，即極白之塔。在於聖地的對抗中落敗而滅亡。

#### 毀滅隆音
在拉斯特离职后担任极黑之塔咒法学派领读一职。身份身世目前为迷。有部分記憶被封印,深信只要恢復記憶就能成為最強大的巫師。

#### 露露提亞·泽金
毁灭隆音及拉斯特的老师，金精灵，擁有多個稱號：“神选法师、轟殺砲塔、序列大師、龍滅、金色災難”，曾為白塔瞬滅二頁，现為八页法師的的永青一頁。擁有魔法女神的"秘火",傳說只要連續呼喚她的名字三次,這個人說的前三句話和之後的三句話就會被她聽到。

## 用语解说

### 圣地
三大势力之一，代表人類。以神的旨意存在并行动，主旨是人类至上。與血族敵對。

### 黑塔
三大勢力之一，見黑塔，代表巫師。與現在（聖地的血族的對抗）保持中立

### 血族
三大勢力之一，即吸血鬼，代表異族。原有十二氏族，千禧年之後只剩拉斯特一族，現剩餘二人（莉蘿·愛和夜刃）。與聖地敵對。

### 八頁法師
八頁法師並非只有八位，而是三塔各自八大學派中的最強者，每一塔都有八位法師，所以總共是三塔二十四頁。現在僅剩八位（因為白塔紅塔都已經滅亡，所以只剩黑塔八頁）已知的黑塔八頁法師為：永青一頁：露露緹雅，瞬滅二頁：微熱巫女（姓名不詳，僅以一世，二世，三世區分），三頁不詳，不朽四頁：死翼千歌，五頁不詳，無形六頁，七頁不詳，未來八頁：寶石視覺（區分方式同微熱巫女，原為透湖視覺）

### 八大學派
目前已知的黑塔八大學派為：咒法學派（對應永青一頁），變形學派（對應無形六頁），防護學派（對應，頁數不詳），預言學派（對應未來八頁），塑能學派（對應瞬滅二頁），死靈學派（對應不朽四頁）

### 念刃
聖地將念刃稱為神賜的能力，其種類繁多。但是大體分成十三個領域：金屬領域，月亮領域，精神領域，鞭韃領域，仇恨領域，戰爭領域，復興領域，太陽領域，命運領域，風暴領域（餘下不明）

### 異能
每個血族都會擁有一種異能，諸如莉蘿·愛的“血腥夜願”，拉斯特的“愚者的圖書館”，雷克斯的“惡作劇之筆”，異能並非天賦，需要一個契機來覺醒。

### 魅惑之眼
血族特有天賦，可修改記憶，但是當被修改後的記憶出現漏洞，原本的記憶就會出現。
移植了血族之眼的人類也能發動。

### 千禧年
即千禧年大屠殺，大量的異族（如血族，矮人族）遭到屠殺，血族在此時被屠殺到僅剩一族。